# M205
Лёгкий станок-тренога для тяжёлых пулемётов M205 (англ. M205 Lightweight Tripod for Heavy Machine Guns (LTHMG)) — станок-тренога, которым планируется заменить станок M3 для использования со станковым пулемётом M2 «Браунинг» и автоматическим гранатомётом Mk 19.
Производятся серийно компаниями Design West Technologies, Inc. в Тастине, Калифорния, и Capco, LLC в Гранд-Джанкшене, Колорадо. 21 февраля 2018 года Управление армейских закупок заказало обеим компаниям по 19 024 станков за $38 966 млн.

## Конструкция
| Планируемые характеристики        | Значение                     |
| --------------------------------- | ---------------------------- |
| Вес (только станок)               | не более 11,4 кг (25 фунтов) |
| Вес (с крепежом и T&E-механизмом) | не более 14 кг (31 фунт)     |
| Длина (в сложенном состоянии)     | не более 114 см (41 дюйм)    |
| Ширина (в сложенном состоянии)    | не более 20 см (7,75 дюйма)  |

Станок отличается от своего предшественника более чем на треть меньшим весом и улучшенными механизмами вертикальной и горизонтальной наводки (англ. traversing and elevating (T&E)).